# Tower Subway
Il Tower Subway (letteralmente, "sottopassaggio della torre") è un tunnel al di sotto del Tamigi nella zona centrale di Londra, tra Tower Hill a nord del fiume e Vine Lane (lungo Tooley Street) a sud.
Nel 1869, un tunnel circolare di 410 metri (circa 1340 piedi) fu scavato attraverso il sottosuolo argilloso di Londra utilizzando uno scudo in ferro battuto, un metodo brevettato nel 1864 da Peter W. Barlow. Nel tunnel fu disposta una ferrovia e dall'agosto 1870 un vagone in legno cominciò a trasportare i passeggeri da un lato all'altro della tratta. Il sistema di trasporto adottato risultò sconveniente e la compagnia andò incontro alla bancarotta entro la fine dello stesso anno. Il tunnel fu perciò convertito in un sottopassaggio pedonale, con l'eccezionale conseguenza che oltre un milione di persone all'anno transitavano al di sotto del fiume, pagando una piccola tassa di 1⁄2 d. Quando il Tower Bridge, senza pedaggio, fu inaugurato nel 1894, la competitività era alle stelle e ben presto i londinesi preferirono l'attraversamento del fiume mediante il nuovo ponte. Questo comportò un drastico calo degli introiti e alla fine il tunnel chiuse nel 1898, dopo una cessione della proprietà alla London Hydraulic Power Company. Il tunnel è tuttora esistente e viene adoperato per la rete idrica e per le telecomunicazioni.
Lo stesso metodo di costruzione di gallerie sotterranee è stato usato a fine Ottocento per scavare i primi tunnel della metropolitana londinese.

## Storia

### Costruzione
Nel 1864 Peter Barlow brevettò un metodo di scavi per tunnel utilizzando uno scudo di ferro o acciaio battuto circolare per colmare il divario tra il rivestimento della galleria con calce o cemento ed impedire l'assestamento del terreno al di sopra. Pubblicò un opuscolo nel 1867 suggerendo una rete di gallerie con carrozze in grado di trasportare fino a 12 persone. Nel 1868 fu ottenuto il permesso per la costruzione di un tunnel sotto il Tamigi tra la Gran Tower Hill e Pickle Herring Stairs vicino a Vine Street (ora nota come Vine Lane), ma ci furono dei contrattempi nel trovare un appaltatore, a causa di recenti esperienze sgradevoli avute con il Tunnel del Tamigi. Alla fine un ex pupillo di Barlow, James Henry Greathead, si presentò per l'offerta di 9400 £.
I lavori iniziarono nel febbraio 1869 con la foratura di alberi d'ingresso, 18 metri in profondità sulla riva nord e 15 m in profondità sulla riva sud. Il tunneling fu avviato nel mese di aprile e, utilizzando lo scudo circolare, una galleria lunga 410 m fu scavata con un diametro di circa 2,026 m, con un massimo di 20 m sotto il livello dell'acqua alta.
La sezione al di sotto del fiume fu ultimata in quattordici settimane ed il tunnel completato nel mese di dicembre 1869.

### Funicolare

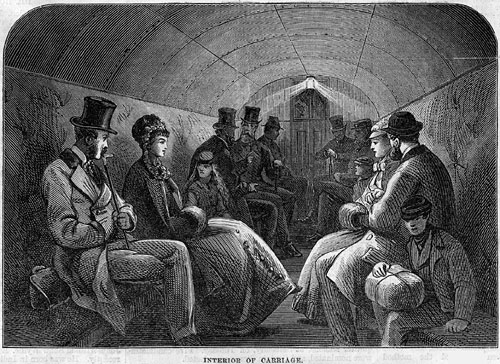
Interno della funicolare, 1870

I condotti principali sono stati dotati di impianti a vapore per i passeggeri. Il tunnel fu dotato di binari ferroviari con uno scartamento di 762 millimetri ed una singola macchina, dal carico massimo di 12 passeggeri, via cavo trainato da due motori a vapore da 3 kW (4 CV) ciascuno, situati uno per sponda del fiume. La ferrovia sotterranea fu inaugurata il 2 agosto 1870 e le tariffe spaziavano dai 2d carica per la prima classe e 1d per la seconda classe, con i titolari dei biglietti di prima classe che godevano dell'imbarco prioritario al momento della partenza. Ad ogni modo, il sistema era inaffidabile ed antieconomico per cui i mezzi di trasporto smisero di circolare nel dicembre 1898, dopo che la società andò fallita.

### Sottopasso pedonale

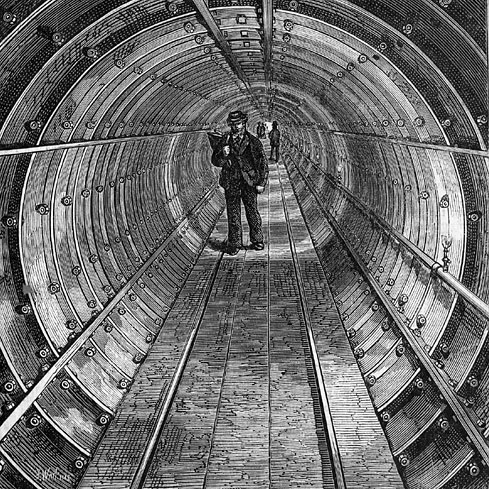
Il tunnel nel 1870

La ferrovia e la carrozza, così come i motori a vapore, furono rapidamente rimossi dopo il fallimento della società proprietaria. Rimase la rete di illuminazione, che consisteva in luci a gas, mentre gli impianti di risalita per passeggeri vennero sostituiti con delle semplici scale a chiocciola. Il tunnel divenne usufruibile dai pedoni dietro un pedaggio di 1/2d e divenne un modo popolare per attraversare il fiume, con una media di 20.000 persone alla settimana (un milione all'anno). I suoi utenti principali furono descritti come "le classi lavoratrici già completamente dipendenti dai traghetti ". Nel settembre 1888 il sottopassaggio poté godere di una certa notorietà (ed un maggiore introito) a seguito di un probabile avvistamento di un uomo armato di coltello a passeggio nel tunnel, la stessa sera in cui Jack lo Squartatore (Jack the Ripper) stava commettendo una serie di omicidi nella vicina Whitechapel.
Nel suo Dizionario di Londra, Charles Dickens Jr. (il primo figlio di Charles Dickens) commenta così la piccolezza del tunnel: "Non c'è molto a parte il salone principale, e non è consigliabile per alcuno dei sudditi di Sua Maestà tentare di attraversare il passaggio con stivali a tacco alto o con un cappello a cui attribuisce un valore particolare."

Lo scrittore Edmondo De Amicis (1846-1908) nei suoi Ricordi di Londra (in inglese Jottings about London) del 1882 così racconta la sua passeggiata al di sotto del Tamigi:
Credo che avevo fatto poco meno d’un miglio quando arrivai all'opposta imboccatura sulla sinistra del Tamigi; salii per una scala gemella di quell'altra, e riuscii davanti alla Torre di Londra.»
(Edmondo De Amicis, Ricordi di Londra (1882))
Nel 1894 il Tower Bridge, il cui attraversamento non prevedeva il pagamento di un pedaggio, aprì a poche centinaia di metri a valle, causando un calo di reddito del sottopassaggio. Nel 1897, il Parlamento inglese approvò una legge che autorizzò la vendita del tunnel alla London Hydraulic Power Company (LHPC) per £ 3.000 e la galleria fu chiusa anche al traffico pedonale nel 1898.

### Tunnel di servizio
Dopo la sua chiusura, il tunnel venne impiegato in qualità di tracciato sotterraneo adatto ai condotti idroelettrici gestiti dalla LHPC e dai condotti idrici. Fu danneggiato durante la Seconda guerra mondiale, quando una bomba sganciata dall'aviazione tedesca affondò presso Tower Pier nel 1940, esplodendo nel letto del fiume a ridosso del tetto del tunnel. L'impatto compresse il diametro del tunnel, che si ridusse di quasi un metro nella zona colpita. Nonostante tutto, il rivestimento del tunnel non subì perforamenti e l'acqua non penetrò nel tunnel. Durante le operazioni di rifacimento, si scoprì — al di là del danno causato dalla bomba — che il tunnel era comunque rimasto in buone condizioni nonostante i settant'anni trascorsi dalla sua costruzione.

## Il tunnel oggi

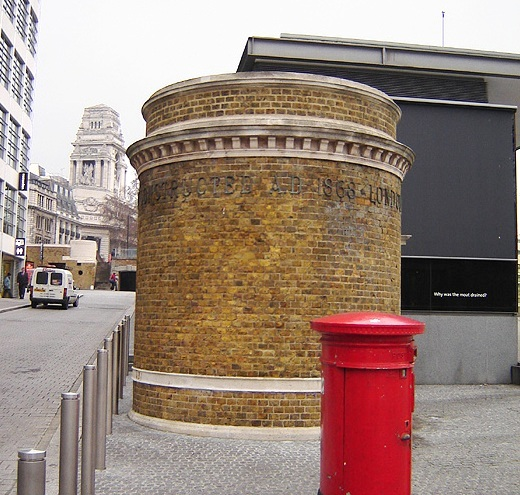
Entrata nord del tunnel. Una scritta recita: "Costruito nell'A.D. 1868 - LONDRA".

Nonostante non venga più adoperato per i condotti idraulici, il tunnel continua a essere utilizzato. 
I condotti idraulici, un tempo la maggiore fonte energetica nel centro di Londra, sono stati da tempo sostituiti con i cavi delle telecomunicazioni.
Un piccolo e circolare edificio per l'accesso al ponte è ancora visibile a Tower Hill, nei pressi della biglietteria della Torre di Londra, leggermente ad ovest dell'entrata principale all'attrazione. Non si tratta dell'ingresso originale bensì di una via d'accesso alternativa costruita intorno agli anni Venti dalla London Hydraulic Power Company. Su questo ingresso secondario si legge la scritta che riporta il nome della LHPC e l'anno di costruzione del tunnel, il 1868.
L'entrata lungo la riva meridionale del Tamigi è stata demolita negli anni Novanta, mentre una nuova è stata costruita al suo posto. Si trova proprio dietro l'Unicorn Theatre di Tooley Street, ma non vi si scorge nessuna targa commemorativa né qualche cartello di indicazione turistica.